# 北宋秦凤路帅臣列表
北宋秦凤路帅臣，指秦凤路安抚司的长官，或称安抚使，或称经略安抚使。

## 历任经略安抚使

### 宋太祖朝
- 王景（960年—961年）
- 高防（961年）
- 吴廷祚（962年—964年）
- 刘熙古（964年—968年）
- 路冲（973年—974年）
- 张炳（975年—976年）

### 宋太宗朝
- 张炳（976年—977年）
- 段思恭（977年—979年）
- 田仁朗（982年—984年）
- 宋珰（984年）
- 韦亶（984年）
- 宋珰（984年—989年）
- 吴元载（989年—991年）
- 郭载（992年）
- 温仲舒（993年—994年）
- 薛惟吉（994年—995年）
- 王显（995年—997年）

### 宋真宗朝
- 王显（997年—998年）
- 马知节（998年—1001年）
- 张雍（1001年）
- 雷有终（1002年—1004年）
- 王承衎（1004年—1006年）
- 杨怀忠（1007年—1009年）
- 李濬（1010年—1013年）
- 张佶（1013年—1015年）
- 曹玮（1015年—1016年）
- 李及（1016年—1020年）
- 陈尧咨（1021年—1022年）

### 宋仁宗朝
- 陈尧咨（1022年—1023年）
- 康继英（1023年—1024年）
- 薛奎（1025年—1026年）
- 王随（1026年—1028年）
- 张纶（1028年—1029年）
- 王博文（1030年—1031年）
- 赵贺（1031年）
- 卢鉴（1031年—1032年）
- 王博文（1032年—1034年）
- 程琳（1034年）
- 张宗象（1036年）
- 王继明（1037年）
- 曹琮（1037年—1038年）
- 李紘（1039年）
- 曹琮（1040年）
- 韩琦（1041年—1042年）
- 文彦博（1042年—1044年）
- 田况（1044年）
- 孙祖德（1044年—1045年）
- 梁适（1045年—1048年）
- 吕公绰（1049年—1052年）
- 张昪（1053年—1054年）
- 梁适（1054年—1057年）
- 王拱辰（1057年—1060年）
- 张方平（1060年—1062年）
- 钱明逸（1062年—1063年）

### 宋英宗朝
- 钱明逸（1063年—1065年）
- 李参（1065年—1066年）
- 蔡抗（1066年—1067年）
- 马仲甫（1067年—1068年）

### 宋神宗朝
- 孙永（1068年—1069年）
- 李师中（1069年—1070年）
- 窦舜卿（1070年）
- 韩缜（1070年—1071年）
- 郭逵（1071年—1072年）
- 吕公弼（1072年）
- 张诜（1072年—1076年）
- 吕大防（1076年—1079年）
- 刘庠（1079年）
- 蔡熚（1079年）
- 刘拯（1079年）
- 罗拯（1079年—1080年）
- 孙坦（1080年）
- 曾布（1080年—1081年）
- 曾孝宽（1081年）
- 吕公孺（1081年—1082年）
- 蔡煜（1082年—1083年）
- 刘瑾（1083年—1084年）
- 吴雍（1084年—1085年）

### 宋哲宗朝
- 范育（1085年—1086年）
- 孙览（1087年）
- 范康直（1087年—1090年）
- 吕大忠（1091年—1095年）
- 穆衍（1095年—1096年）
- 吕大忠（1096年）
- 游师雄（1096年—1097年）
- 邵䶵（1097年）
- 陆师闵（1098年—1099年）
- 周綍（1099年—1100年）

### 宋徽宗朝
- 邵䶵（1100年）
- 黄寔（1101年）
- 吴宪（1102年）
- 胡宗回（1103年—1104年）
- 曾孝蕴（1104年）
- 郑仅（1106年）
- 陶节夫（1107年—1108年）
- 蔡居厚（1109年—1110年）
- 穆京（1110年）
- 姚祐（1110年—1111年）
- 郑仅（1111年—1112年）
- 何常（1112年—1114年）
- 胡师文（1114年）
- 刘仲武（1114年—1119年）
- 何常（1119年—1121年）
- 郭思（1121年）
- 孙竢
- 蔡佃
- 方孟卿
- 何栗（1124年—1125年）
- 种师中（1125年—1126年）

### 宋钦宗朝
- 赵点（1126年）